# Novobanco Photo
novobanco Photo é um prêmio de fotografia criado pelo Banco Espírito Santo (BES) em parceria com o Museu Coleção Berardo, em Lisboa.
O prêmio foi lançado em 2004 com o objetivo de premiar criadores portugueses ou residentes em Portugal. Em 2011, na sua 7ª edição, a participação foi ampliada para a nacionalidade brasileira e aos Países Africanos de Língua Oficial Portuguesa (PALOP’s).
Em 2013, o Instituto Tomie Ohtake, em São Paulo, passou a receber as exposições com o trabalhos dos artistas selecionados, depois de passarem pelo Museu Coleção Berardo.

## Vencedores
- 2005 - Helena Almeida
- 2006 - José Luis Neto
- 2007 - Daniel Blaufuks
- 2008 - Miguel Soares
- 2009 - Edgar Martins
- 2010 - Filipa César
- 2011 - Manuela Marques
- 2012 - Mauro Pinto
- 2013 - Pedro Motta
- 2014 - Letícia Ramos
- 2015 - Ângela Ferreira[3]
- 2024 - Miguel Marquês